# Bartková (Nízké Tatry)
Bartková je holnatý vrch v Kráľovohoľské části Nízkých Tater o nadmořské výšce 1790 m. Leží v jejich hlavním hřebeni nad obcí Pohorelá, asi 5 km západně od Kráľovy holi, a je výborným vyhlídkovým bodem. Na severní části hole smrkový les vystupuje až do výšky 1600 m, ale v okolí vrcholu jsou četné skalky a kamenné moře.

## Přístup
- po  značce (turistická magistrála Cesta hrdinů SNP) z východu od Kráľovy hole přes Orlovou, resp. od západu z Ždiarského sedla
- po  z obce Pohorelá přes Ždiarské sedlo